# Malay-le-Petit
Mâlay-le-Petit est une commune française située dans le département de l'Yonne en région Bourgogne-Franche-Comté.

## Géographie

### Climat
Pour des articles plus généraux, voir Climat de la Bourgogne-Franche-Comté et Climat de l'Yonne.
En 2010, le climat de la commune est de type climat océanique dégradé des plaines du Centre et du Nord, selon une étude du Centre national de la recherche scientifique s'appuyant sur une série de données couvrant la période 1971-2000. En 2020, Météo-France publie une typologie des climats de la France métropolitaine dans laquelle la commune est exposée à un climat océanique altéré et est dans la région climatique  Nord-est du bassin Parisien, caractérisée par un ensoleillement médiocre, une pluviométrie moyenne régulièrement répartie au cours de l’année et un hiver froid (3 °C). 
Pour la période 1971-2000, la température annuelle moyenne est de 11 °C, avec une amplitude thermique annuelle de 15,4 °C. Le cumul annuel moyen de précipitations est de 708 mm, avec 11,6 jours de précipitations en janvier et 7,6 jours en juillet. Pour la période 1991-2020, la température moyenne annuelle observée sur la station météorologique de Météo-France la plus proche, « Sens », sur la commune de Sens à 8 km à vol d'oiseau, est de 11,9 °C et le cumul annuel moyen de précipitations est de 644,7 mm. 
La température maximale relevée sur cette station est de 42,4 °C, atteinte le 25 juillet 2019 ; la température minimale est de −22,6 °C, atteinte le 14 février 1956,,. 
Les paramètres climatiques de la commune ont été estimés pour le milieu du siècle (2041-2070) selon différents scénarios d'émission de gaz à effet de serre à partir des nouvelles projections climatiques de référence DRIAS-2020. Ils sont consultables sur un site dédié publié par Météo-France en novembre 2022.

## Urbanisme

### Typologie
Au 1er janvier 2024, Malay-le-Petit est catégorisée commune rurale à habitat dispersé, selon la nouvelle grille communale de densité à sept niveaux définie par l'Insee en 2022.
Elle est située hors unité urbaine. Par ailleurs la commune fait partie de l'aire d'attraction de Sens, dont elle est une commune de la couronne,. Cette aire, qui regroupe 65 communes, est catégorisée dans les aires de 50 000 à moins de 200 000 habitants,.

### Occupation des sols
L'occupation des sols de la commune, telle qu'elle ressort de la base de données européenne d’occupation biophysique des sols Corine Land Cover (CLC), est marquée par l'importance des territoires agricoles (65,1 % en 2018), en diminution par rapport à 1990 (71,1 %). La répartition détaillée en 2018 est la suivante : 
terres arables (64,4 %), forêts (25,4 %), milieux à végétation arbustive et/ou herbacée (5,9 %), zones urbanisées (3,6 %), zones agricoles hétérogènes (0,7 %). L'évolution de l’occupation des sols de la commune et de ses infrastructures peut être observée sur les différentes représentations cartographiques du territoire : la carte de Cassini (XVIIIe siècle), la carte d'état-major (1820-1866) et les cartes ou photos aériennes de l'IGN pour la période actuelle (1950 à aujourd'hui).

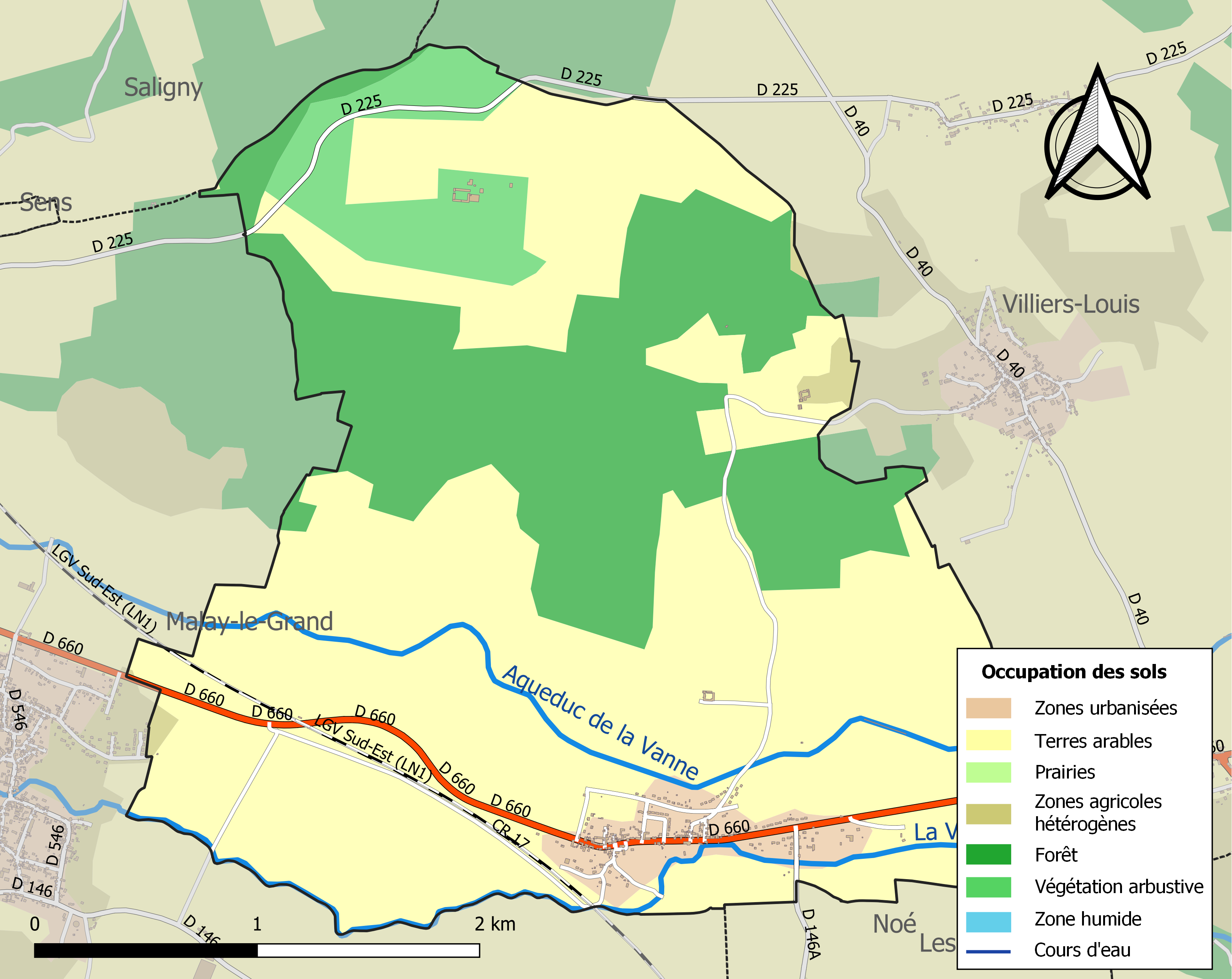
Carte des infrastructures et de l'occupation des sols de la commune en 2018 (CLC).

## Histoire

### Préhistoire
Entre 1911 et 1915, Augusta Hure, archéologue du Sénonais, entreprend une fouille sur le site de Millon au pied de gros rochers. Elle y trouve une abondante industrie. En 1982 Olivier Bernardini y pratique des sondages mais ne retrouve pas la couche conservée. Laurent Klaric réévalue la collection Hure en 2000 et attribue ces vestiges au Gravettien récent.

### Moyen-Âge
Primitivement, le lieu porte le nom de Mâlay-le-Petit.
À la fin du XIIe siècle, à la suite de heurts entre le vicomte de Sens Galeran et le Roi de France, les domaines vicomtaux sont cantonnés. C'est ainsi qu'émergent Mâlay-le-Roi (ex Mâlay-le-Petit) et Mâlay-le-Vicomte (Mâlay-le-Grand). De ce fait, les droits de la Couronne sont donc situés sur ce premier Mâlay.
Des rentes sont versées aux religieuses de l'abbaye du Lys, fondée près de Melun par Blanche de Castille ; Elles sont servies par la ferme des bois de Mâlay. Sous Philippe le Bel, ces rentes sont transformées en pleine propriété : la ferme du Bois du Lys apparaît donc.
Dans sa lutte sournoise contre le roi d'Angleterre, le roi Philippe le Bel cherche à tirer parti de l'Angoumois. Il entre en négociation avec des cohéritiers de ce comté, mais l'affaire ne sera conclue que sous son fils Philippe le Long. Une branche de la famille de Sancerre cède à la Couronne ses droits sur le comté d'Angoulême, en échange de quoi, le roi de France cède une forte rente à asseoir sur le patrimoine rural subsistant après de nombreuses ponctions, sur la rive droite de l'Yonne. Ce domaine inclut Mâlay-le-Roi, Villiers-Louis, Pont-sur-Vanne, Theil, Vaumort, Noé, Villechétive et Palteau (Armeau). Ces huit villages se retrouvent ainsi inclus dans la châtellenie de Mâlay-le-Roi. La famille de Sancerre (branche des sires de Sagonne ; cf. l'article Jean : son fils Etienne a d'abord épousé Marie de Lusignan, issue des comtes de La Marche et d'Angoulême) n'a sans doute pas vécu dans la vallée de la Vanne, trop éloignée du Berry. À la fin du XIVe siècle, elle cède sa châtellenie de Mâlay à une famille apparemment venue de l'Ouest : les de Chancy.
Au décès de Louis de Chancy à la fin du XVe siècle, l'ensemble de la châtellenie est acquis par un Troyen : Guillaume Griveau, maître de la Monnaie de cette ville. Il installe à Fossemore (Theil) le siège de son administration. Peu après son décès, la châtellenie est divisée en de nombreuses seigneuries. Pour autant, le titre de châtellenie de Mâlay-le-Roi subsiste durant tout le XVIe siècle, avec ses propres officiers seigneuriaux, attachés aux seigneurs de Theil. Parmi ceux-ci, il convient de distinguer les Lecrec, Duthier et Jamard.
Le 7 mars 1545, les héritiers Griveau se partagent la châtellenie. Ainsi naissent les seigneuries de Mâlay-le-Roi, Villiers-Louis, Pont-sur-Vanne, Theil, Vaumort, Noé, Villechétive et Palteau.

### Époque moderne
Au cours de la Révolution française, la commune, qui portait le nom de Mâlay-le-Roi, fut provisoirement renommée Mâlay-le-Républicain.

C'est en 1848, à l'époque de la Seconde République, que fut adopté le nom de Mâlay-le-Petit.

## Politique et administration
| Période   | Période | Identité          | Étiquette | Qualité |
| --------- | ------- | ----------------- | --------- | ------- |
|           |         |                   |           |         |
| mars 2008 |         | Martine Charetie, |           |         |

## Démographie
L'évolution du nombre d'habitants est connue à travers les recensements de la population effectués dans la commune depuis 1793. Pour les communes de moins de 10 000 habitants, une enquête de recensement portant sur toute la population est réalisée tous les cinq ans, les populations de référence des années intermédiaires étant quant à elles estimées par interpolation ou extrapolation. Pour la commune, le premier recensement exhaustif entrant dans le cadre du nouveau dispositif a été réalisé en 2007.

En 2022, la commune comptait 310 habitants, en évolution de −12,18 % par rapport à 2016 (Yonne : −1,95 %, France hors Mayotte : +2,11 %).
| 1793 | 1800 | 1806 | 1821 | 1831 | 1836 | 1841 | 1846 | 1851 |
| ---- | ---- | ---- | ---- | ---- | ---- | ---- | ---- | ---- |
| 185  | 172  | 199  | 184  | 205  | 210  | 217  | 226  | 209  |

| 1856 | 1861 | 1866 | 1872 | 1876 | 1881 | 1886 | 1891 | 1896 |
| ---- | ---- | ---- | ---- | ---- | ---- | ---- | ---- | ---- |
| 229  | 193  | 231  | 228  | 234  | 268  | 240  | 239  | 220  |

| 1901 | 1906 | 1911 | 1921 | 1926 | 1931 | 1936 | 1946 | 1954 |
| ---- | ---- | ---- | ---- | ---- | ---- | ---- | ---- | ---- |
| 201  | 202  | 195  | 153  | 169  | 181  | 167  | 167  | 203  |

| 1962 | 1968 | 1975 | 1982 | 1990 | 1999 | 2006 | 2007 | 2012 |
| ---- | ---- | ---- | ---- | ---- | ---- | ---- | ---- | ---- |
| 180  | 174  | 187  | 279  | 308  | 334  | 346  | 348  | 378  |

| 2017 | 2022 | - | - | - | - | - | - | - |
| ---- | ---- | - | - | - | - | - | - | - |
| 339  | 310  | - | - | - | - | - | - | - |

## Personnalités liées à la commune
Baron François Cabeau, décédé en 1820 à Malay-le-Petit.

## Pour approfondir